# Aleksandr Anyukov
Alexander Gennadyevitch Anyukov - em russo, Александр Геннадьевич Анюков (Samara, 28 de setembro de 1982) - é um futebolista russo.

## Carreira
Sua posição característica é lateral-direito. Em 2005 foi contratado pelo Zenit São Petersburgo; participou da boa fase recente da equipe, campeã russa pela primeira vez em 2007 e, em 2008, o segundo clube do país a vencer um troféu europeu (a Copa da UEFA).
Curiosamente, sua estreia no futebol dera-se justamente contra o Zenit, em 2000. Iniciara a carreira pelo clube de sua cidade natal, o Krylya Sovetov Samara, de onde transferiu-se em 2005 para seu clube atual.
Ele, que fora chamado para a Eurocopa 2004, participou também da de 2008 e 2012

## Títulos

### Zenit Saint Petersburg
- Primeira Liga do Futebol Russo: 2007, 2010, 2011-12, 2014–15, 2018–19
- Copa da Rússia: 2010
- Supercopa da Rússia: 2008, 2011, 2016
- Copa da UEFA: 2007-08
- Supercopa da UEFA: 2008